# Boltby
Boltby – wieś w Anglii, w hrabstwie North Yorkshire, w dystrykcie (unitary authority) North Yorkshire. Leży 37 km na północ od miasta York i 316 km na północ od Londynu.